# علا زكي
علا زكي أو علا لطفي زكي الشهيرة بعلا غبور (29 يناير 1960م-18 ديسمبر 2012). المحاربة القوية لمرض السرطان فصراعها مع المرض لم يكن نهاية لحياة بعد مماتها بل كان إحياء وإعطاء لحياة آخري بإستكمال فكرتها في إنشاء مستشفى 57357 لعلاج مرضي السرطان حيث كانت عضو وأمين عام مجلسها.ساهمت في دعم العديد من المؤسسات الخيرية كمؤسسة مجدي يعقوب، مؤسسة سرطان الثدي بمصر فكانت أحد أعضاءها، جمعية أصدقاء أطفال السرطان بالسيدة زينب التي تولت تأسيسها بنفسها وغيرها من الأعمال الخيرية التي شاركت فيها.

## مسيرتها من مساندة لمرضى السرطان الي محاربة له
اهتمت غبور بالعمل الخيري منذ التسعينات ولم تقم به بمفردها حيث كانت تؤمن بأن العمل الجماعي هو الأفضل والأكثر بقاء فأسست جمعية أصدقاء معهد الأورام 1998 «جمعية أصدقاء المبادرة القومية ضد السرطان حاليا» لتوفير العلاج الكامل لمرضى السرطان ولم تكتفي المؤسسة بالعلاج فقط بل عملت علي المزيد من البحث العلمي وتطوير امكانيات تقنيات العلاج داخل المعهد الي جانب نشر الوعي المستمر للوقاية من المرض فبفضلها نشر أول برنامج تعليم صحي «الصحة في الصورة». استمرت الجمعية في علاجها الخيري لمحاربي السرطان ولكن مع زيادة عدد المرضي وخاصة من فئة الأطفال وعدم قدرة المعهد علي استيعاب هذا القدر
, تبنت للمرة الأولي في مصر رغم عدم مساندة الكثير لها وضعف التبرعات والتمويلات فكرة إنشاء مستشفي تتخصص وحدها في علاج أورام السرطان التي تهاجم الأطفال فأخذت تتولي جمع التبرعات وحملات تطوير تقنيات البحث العلمي وسبل العلاج، فكان ذلك بمثابة حلم لم تتخيل أن يصبح بهذا القدر فلم يلبث إلا أن تم افتتاح مستشفي 57357 لعلاج سرطان الأطفال في 7/7/2007 وإحتلت مكانة عالمية في العلاج والبحث.
أخذت غبور تساند الأطفال المرضي حيث قيل إنها كانت تحتضن صغار المحاربين عند خروجهما من غرف العمليات فتأخذ بأذرهم وتشجعهم وتقويهم لمقاومة المرض لمدة ما يقرب من عشرين عاما وسرعان ما أنتقم المرض منها ولم تكن تعلم حتي تملك منها جميعا.

## رحلة علاجها
فقد كان المرض أقوي منها حيث تملكها وسيطر عليها فقررت السفر إلي الولايات المتحدة الأمريكية لتلقي العلاج فما لبثت إن مكثت أربعة أشهر ورحلت عن عالمنا في 13 يناير 2013 لتفتح الكاتدرائية المرقسيةأبوابها لإستقبال الجثمان الي أعطي وكان يعطي ومازال يعطي وسوف يعطي إلي أن ينقرض مرض السرطان من عالمنا.

## التكريمات
لم ينسَ العالم العربي والغربي تلك السيدة الفاضلة فقد نالت عدة تكريمات دولية كان من آخرها تكريم مؤتمر الغرف التجارية الأمريكية لمنطقة الشرق الأوسط وشمال أفريقيا ولقبت بأفضل سيدة عملت بالمنظمات الخيرية الغير راغبة للربح مابة 2012.
حصلت على جائزة جمعية الصحة العالمية (The Prestigious World Health Award) – 2008م.
وتقديرا لجهودها وما قدمته تلك المرأة من خير وتلبيتها لـحد رسائل السيد المسيح في مبادرتها بفعل الخير والعطاء ولم يكن ذلك للربح بل لخدمة المجتمع فقد قام بمنح جائزة الثقافة والعلوم والخدمات الإنسانية علا غبور بحضور الأنبا إرميا الأسقف العام ورئيس المركز الثقافي القبطي الأرثوذكسي، الدكتور علي السمان مستشار رئيس الوزراء الأسبق، منير فخري عبد النور وزير السياحة الـسبف، ماجد جورج –وزير البيئة السابق، الفنان محمود قابيل.